# Liga Verde

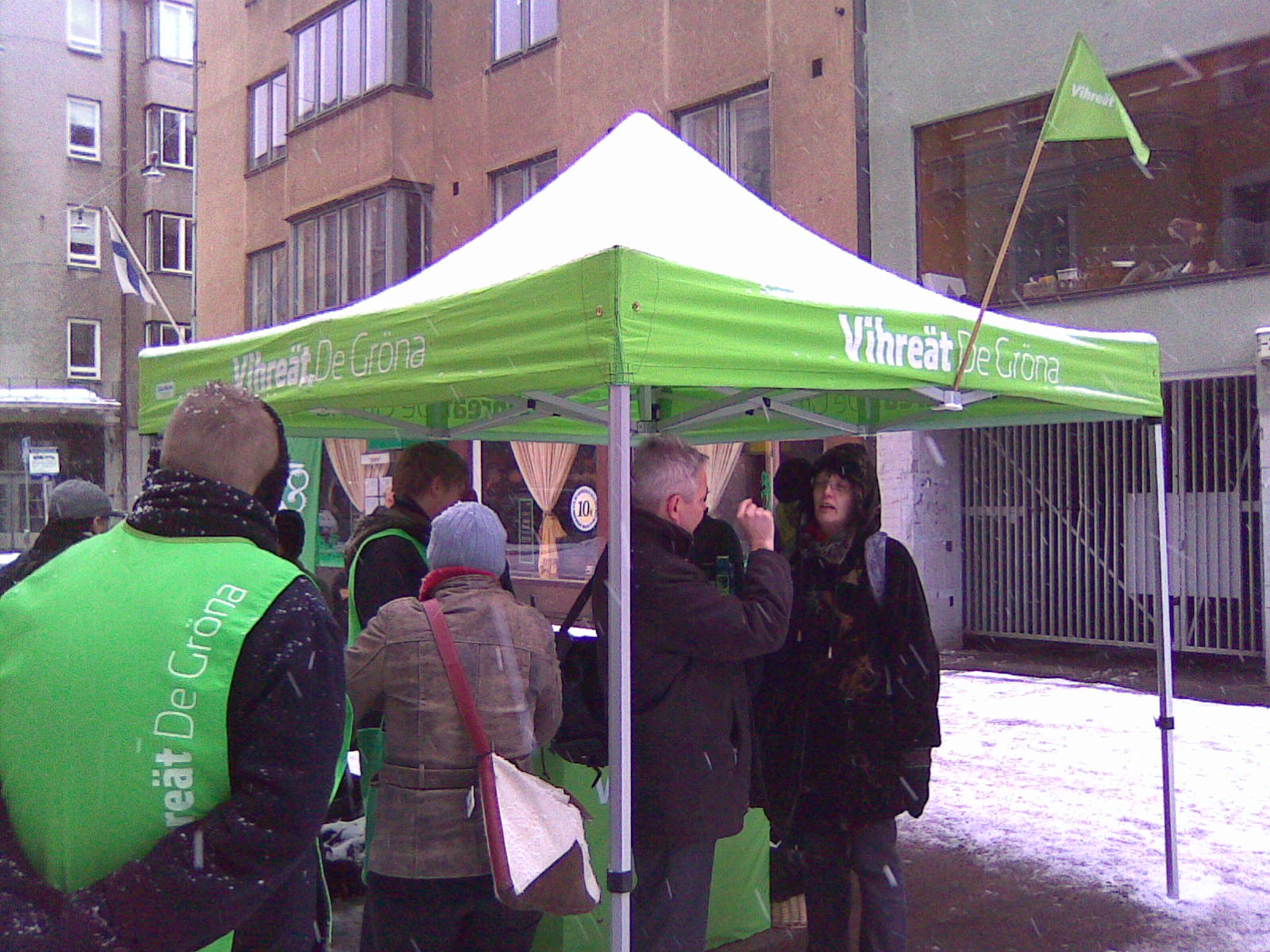
Tienda de campaña electoral de la Liga Verde

La Liga Verde (en finés: Vihreä liitto, Vihr.) es un partido político finlandés ecologista fundado en 1987 y perteneciente al Partido Verde Europeo.

## Historia y resultados electorales

### Elecciones finlandesas
Los primeros diputados verdes en Finlandia fueron 2 candidatos independientes que resultaron elegidos en 1983, y desde entonces en cada elección han mejorado su resultado anterior (excepto en 1995). 
En  las elecciones de 1987, el partido logró 4 diputados, y 10 en 1991. La Liga Verte obtuvo después 9 diputados en 1995 y formó gobierno nacional junto al Partido Socialdemócrata de Finlandia. Pekka Haavisto fue entonces Ministro de Medio Ambiente y de Ayuda al Desarrollo. Fue el segundo europeo, tras el letón Indulis Emsis en 1993 en ser nombrado ministro.
En 1999, la Liga obtuvo el 7.3% de los votos y 11 diputados. Permanecerían en el gobierno hasta el 26 de mayo de 2002, cuando abandonaron la coalición gubernamental para protestar contra la decisión de construir una nueva central nuclear: Olkiluoto-3. Esta decisión de romper la moratoria, única en Europa occidental, fue ampliamente contestada asimismo por miembros de los Verdes Europeos. En 2008 obtuvieron el 8% y 14 diputados, y en 2007 8.5% y 15 diputados (14 tras un tránsfuga en 2008). Entraron entonces de nuevo en el Gobierno ocupando 2 ministerios: el de Trabajo (Tarja Cronberg, y después Anni Sinnemäki), y el de Justicia (Tuija Brax). En las elecciones de 2011 consiguieron
un 7,25 de los votos, 10 diputados y siguieron en el gobierno. El líder Ville Niinistö se hizo con la cartera de medioambiente y Heidi Hautala con la cartera de desarrollo.
Desde 1983 hasta 2003 este partido ha pasado de tener el 1.4% de los votos a aglutinar el 8%, mientras que los postcomunistas han bajado del 13.5% al 9.9% (un 3.6%), los socialdemócratas también han bajado (2.2%), por lo tanto es muy probable que este partido haya atraído a sectores de los demás partidos de la izquierda finlandesa.

## Gráfica comparativa de resultados

### Elecciones parlamentarias
| Elección | Votos        | Votos  | Escaños | Escaños | Resultado                         |
| Elección | N.º          | %      | N.º     | +/-     | Resultado                         |
| -------- | ------------ | ------ | ------- | ------- | --------------------------------- |
| 1983     | 43.754 (#8)  | 1,47%  | 2/200   | Nuevo   | Oposición                         |
| 1987     | 115.988 (#8) | 4,00%  | 4/200   | 2       | Oposición                         |
| 1991     | 185.894 (#5) | 6,82%  | 10/200  | 6       | Oposición                         |
| 1995     | 181.198 (#5) | 6,52%  | 9/200   | 1       | Gobierno de coalición             |
| 1999     | 194.846 (#5) | 7,27%  | 11/200  | 2       | Gobierno de coalición             |
| 2003     | 223.564 (#5) | 8,01%  | 14/200  | 3       | Oposición                         |
| 2007     | 234.429 (#5) | 8,46%  | 15/200  | 1       | Gobierno de coalición             |
| 2011     | 213.172 (#6) | 7,25%  | 10/200  | 5       | Gobierno de coalición (2011–2014) |
| 2011     | 213.172 (#6) | 7,25%  | 10/200  | 5       | Oposición (2014-2015)             |
| 2015     | 253.102 (#5) | 8,53%  | 15/200  | 5       | Oposición                         |
| 2019     | 353.654 (#5) | 11,49% | 20/200  | 5       | Gobierno de coalición             |
| 2023     | 217.426 (#6) | 7,04%  | 13/200  | 7       | Oposición                         |

### Elecciones municipales

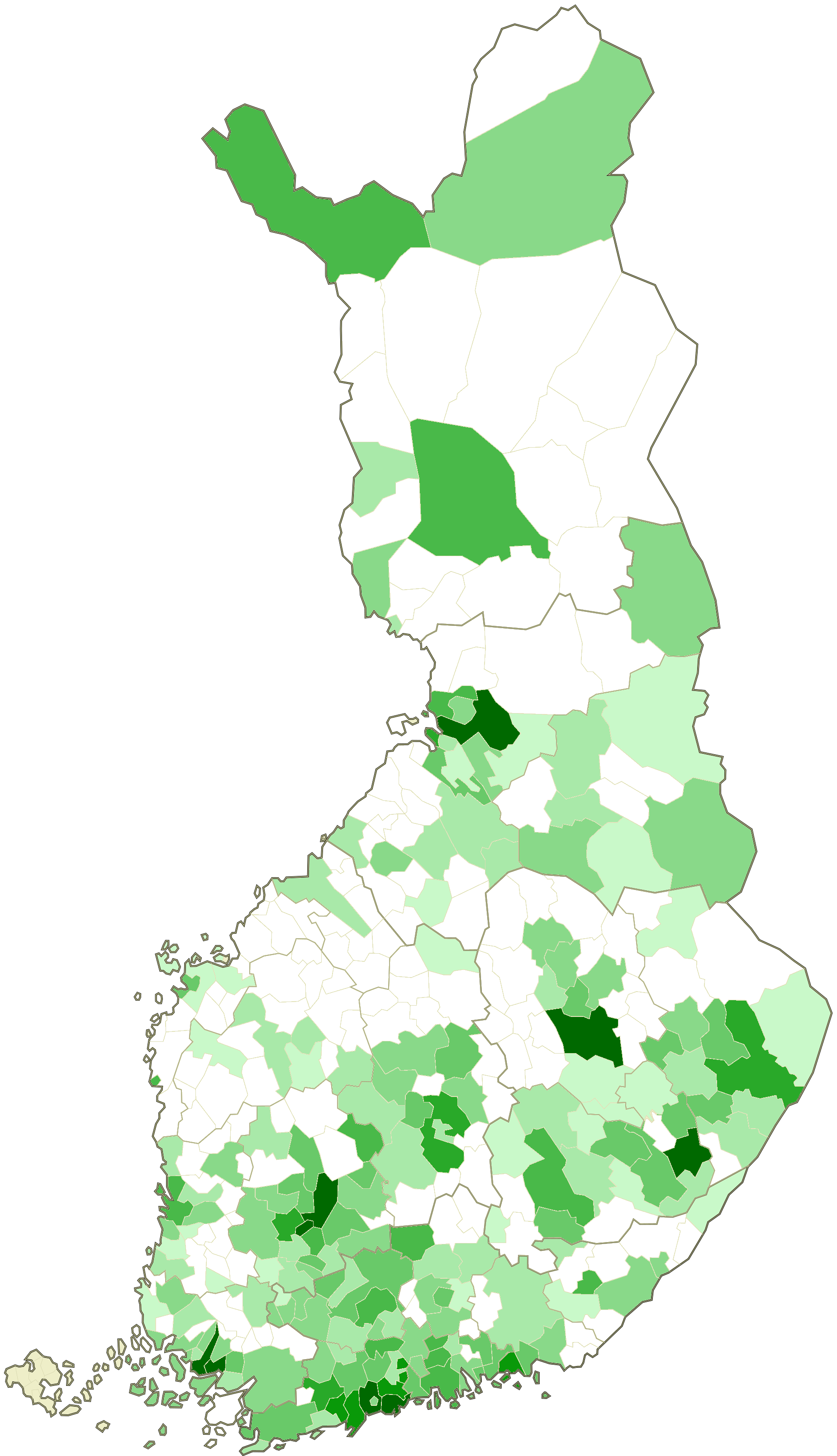
Resultados de la Liga Verde en las elecciones municipales de 2008.
0 %
0–2 %
2–4 %
4–6 %
6–8 %
8–10 %
10–12 %
12–14 %
>14– %

| Año  | Concejales | Votos   | % de votos |
| ---- | ---------- | ------- | ---------- |
| 1984 | 101        | 76 441  | 2,8%       |
| 1988 | 94         | 61 581  | 2,34%      |
| 1992 | 343        | 184 787 | 6,9%       |
| 1996 | 292        | 149 334 | 6,3%       |
| 2000 | 338        | 171 707 | 7,7%       |
| 2004 | 314        | 175 933 | 7,4%       |
| 2008 | 370        | 228 227 | 8,9%       |
| 2012 | 322        | 212 342 | 8,5%       |
| 2017 | 534        | 320 235 | 12,5%      |
| 2021 | 433        | 259 104 | 10,6%      |

### Elecciones presidenciales
Heidi Hautala fue candidata en las elecciones presidenciales de 2000 y de 2006, consiguiendo
ambas veces aproximadamente un 3,5% de los votos. Pekka Haavisto fue el candidato en las elecciones de 2012, y consiguió pasar a la segunda vuelta, pero perdió contra el candidato de Coalición Nacional Sauli Niinistö.

### Elecciones alParlamento Europeo
Finlandia entró en la Unión Europea en 1995 (junto a Austria y Suecia), durante la Cuarta Legislatura del Parlamento Europeo (1994-1999), asignándole 16 eurodiputados en 1996 y 1999, 14 en 2004, y 13 en 2009. Desde las primeras elecciones en 1996, la Liga Verde ha logrado siempre 1 o 2 escaños en todas los comicios celebrados. Destacan las figuras de Heidi Hautala, que ha sido eurodiputada en 3 legislaturas, y lo fue también en la actual de 2009 a 2011, hasta ser nombrada ministra de desarrollo. Tarja Cronberg ocupa el puesto de Hautala desde entonces. Además la exministra Satu Hassi, es actualmente eurodiputada.
Este partido forma parte del Partido Verde Europeo desde su fundación en 2004 (el partido ecologista de ámbito europeo), que se encuentra integrado a su vez en el grupo parlamentario Verdes/ALE en el Parlamento Europeo desde 1999.
| Año  | Diputados | Votos   | % de votos | Eurodiputados                                               |
| ---- | --------- | ------- | ---------- | ----------------------------------------------------------- |
| 1996 | 1         | 170 670 | 7,6%       | Heidi Hautala                                               |
| 1999 | 2         | 166 786 | 13,4%      | Heidi Hautala y a partir de 2003: Uma Aaltonen, Matti Wuori |
| 2004 | 1         | 172 786 | 10,4%      | Satu Hassi                                                  |
| 2009 | 2         | 206 439 | 12.4%      | Heidi Hautala, Satu Hassi                                   |
| 2014 | 1         | 160 967 | 9.3%       | Heidi Hautala                                               |
| 2019 | 2         | 292 892 | 16.0%      | Pekka Haavisto                                              |

Presidentes del partido
- Kalle Könkkölä 1987
- Heidi Hautala 1987-1991
- Pekka Sauri 1991-1993
- Pekka Haavisto 1993-1995
- Tuija Brax   1995-1997
- Satu Hassi   1997-2001
- Osmo Soininvaara 2001-2005
- Tarja Cronberg 2005-2007
- Anni Sinnemäki 2009-2011
- Ville Niinistö 2011-2017
- Touko Aalto 2017-2018
- Pekka Haavisto 2018-2019
- Maria Ohisalo 2019-